# Type 10 (granata)
La Type 10 è stata una granata (Ju-nen-shiki Shurudan in lingua giapponese) in dotazione alla fanteria dell'esercito imperiale giapponese a partire dal 1921. L'ordigno era stato concepito dopo le esperienze della guerra russo-giapponese e il massiccio impiego di bombe a mano moderne nella prima guerra mondiale: caricata con 50 grammi di TNT, era stata pensata per essere lanciata anche da lanciagranate di vario genere. Messa da parte dopo l'introduzione della Type 91, fu riutilizzata nel corso della seconda guerra mondiale.

## Storia e utilizzo
Nel corso della guerra contro la Russia zarista, le forze armate giapponesi fecero uso di bombe a mano improvvisate, solitamente riempiendo contenitori di disparata origine con polvere da sparo e dotandoli di miccia; al contrario, tra le truppe russe aveva fatto la propria comparsa una granata standardizzata, con involucro ovoidale in ghisa. In seguito all'analisi di tale conflitto e alle azioni della prima guerra mondiale, l'esercito imperiale mise allo studio una granata vera e propria, che tuttavia potesse essere impiegata agevolmente sui lanciagranate da fucile: un primo collaudo in tale senso fu però deludente. Perciò i progettisti, prendendo spunto da un mortaio tedesco, idearono un lanciagranate portatile e in parallelo una granata adatta. Nel 1921 l'ordigno e il congegno di lancio furono ufficialmente accettati dall'esercito, che denominò entrambi "Type 10", così designati dal decimo anno di regno dell'imperatore allora in carica, Taishō.
In totale furono prodotti circa 100 000 esemplari, distribuiti in ragione di tre per soldato. Utilizzata nell'invasione della Manciuria e poi nella seconda guerra sino-giapponese, la Type 10 fu nel complesso non molto riuscita. La spoletta a tempo, tarata su 7 secondi, si dimostrò di modesta praticità per il lancio manuale visto che poteva essere rigettata indietro o evitata dai soldati avversari; dette inoltre prova di funzionamento erratico, portando a detonazioni premature. Tali mancanze fecero sì che la fabbricazione fosse relativamente modesta e che fosse richiesta una nuova e più affidabile granata: essa, la Type 91, ripiena di una maggiore quantità di esplosivo, iniziò a rimpiazzare la Type 10 dal 1931-1932 anche come bomba per il lanciagranate omonimo, essendo di funzionamento e dimensioni quasi identiche. Tuttavia, con la partecipazione dell'Impero giapponese alla seconda guerra mondiale, i residui lotti immagazzinati furono via via adoperati.

## Caratteristiche
La Type 10 era una granata a frammentazione con involucro a sezione segmentata in ghisa, di forma cilindrica. Era lunga in totale 110 mm e pesava 565 grammi (530 grammi per una seconda fonte): di questi, 50 grammi costituivano la carica esplosiva a base di TNT pressato. Il diametro esterno era pari a 50 mm. Il fondo dell'involucro presentava un piccolo incavo filettato, adatto ad accogliere un basamento apposito per l'impiego sui lanciagranate di reparto Type 10 e poi Type 89; era inoltre equipaggiabile con codolo ad alette stabilizzatrici allo scopo di spararla dai lanciagranate dei fucili d'ordinanza Type 38.
Al centro dell'involucro era avvitato un cannello per la spoletta a tempo, che sporgeva dalla sommità; qui erano contenuti il sostegno del percussore, il percussore stesso, una molla, la capsula, un cappellotto di ritegno a tacche che teneva insieme i componenti e infine la sicura, costituita da una graffetta a forma di "U" dotata di cordicella e i cui denti s'inserivano nel cappellotto. Infine, alla base, era stato ricavato un piccolo foro, coperto da una guaina in alluminio impermeabile, atta a far uscire i gas durante le operazioni di armamento. Il resto del cannello era occupato da una mistura di polvere di catalizzazione e in fondo dal detonatore, il quale poggiava su un tampone morbido, in carta o feltro. Per armare la granata l'operatore doveva avvitare verso il basso il percussore, in quanto esso era incassato nel proprio alloggiamento, fino a che non terminava la sua corsa; a questo punto il detonatore era armato e l'operatore procedeva a rimuovere la sicura, quindi sbatteva la testa della spoletta una superficie solida: ciò vinceva la resistenza della molla, rompeva un piccolo disco di ottone e permetteva al percussore di accendere l'innesco. Stando attento a non coprire con le dita il foro, egli lanciava la granata e il detonatore, raggiunto dopo 7 secondi dalla fiammella della polvere catalizzatrice, si attivava e faceva esplodere la carica di TNT.
Quando invece l'ordigno era utilizzato come proietto su lanciagranate di vario tipo, l'operatore avvitava un basamento con quattro fori di vampa, ripieno di una piccola quantità di propellente in una coppa di rame e con una capsula sul fondo, divisa dal propellente mediante un disco in acciaio. Procedeva quindi a disinserire la sicura e lasciava cadere la bomba nella canna, dove il percussore colpiva il basamento; una volta sparata, essa si armava in volo per effetto dell'inerzia.